# Heckler & Koch PSG1
PSG1 (Präzutionsschützengewehr, tiếng Đức có nghĩa là "súng trường bắn tỉa chính xác") là loại súng trường bắn tỉa bán tự động được thiết kế và sản xuất bởi công ty Heckler & Koch ở Oberndorf am Neckar.

## Phát triển
Súng trường này được cho là đã được phát triển để đối phó với vụ Thảm sát ở Munich tại Thế vận hội Mùa hè 1972. Các đơn vị cảnh sát Tây Đức không thể giao chiến với những kẻ khủng bố đủ nhanh để ngăn chúng giết chết con tin. H & K sau đó được giao nhiệm vụ tạo ra khẩu súng trường bán tự động độ có chính xác cao, lượng đạn lớn cho cảnh sát và quân đội.
Ngoài ra, súng trường đã được cấp phép sản xuất tại địa phương ở Pakistan bởi Pakistan Ordnance Factories (POF) với tên gọi PSR-90 và Mexico bởi SEDENA với tên gọi Morelos Bicentenario.

## Chi tiết thiết kế
PSG1 được chế tạo dựa trên súng trường G3 và có cơ chế nạp đạn bằng phản lực khối lùi khóa nòng có giữ chậm và thoi nạp đạn đóng có tiếng ồn thấp. (tương tự như trên nhiều súng trường M16). Biến thể Shot-to-shot của nó dự kiến sẽ có độ chính xác lên đến 1MOA với loại đạn phù hợp. Mức độ chính xác này chỉ ở mức trung bình so với hầu hết các loại súng bắn tỉa nạp đạn thủ công hiện đại, nhưng vẫn đặc biệt đối với súng trường bán tự động và đã có lúc được coi là "một trong những súng bắn tỉa bán tự động chính xác nhất trên thế giới".
PSG1 không được cung cấp các điểm ruồi bằng sắt mà được trang bị kính ngắm Hensoldt ZF 6 × 42 PSG1. Nó có tính năng điều chỉnh phạm vi rơi đạn từ 100 đến 600 m.
Nó có nòng được gắn tự do và báng súng có thể điều chỉnh. Báng súng thiết kế đặc bằng nhựa đen, có thể điều chỉnh độ dài và cao. Cuối báng được đúc cao su đặc với nhiều vân, giúp phản lực của súng ít tác dụng vào vai xạ thủ hơn.
Súng trường cũng có bộ phận kích hoạt có thể tháo rời và có thể điều chỉnh, để bảo trì và sửa chữa hoặc vận chuyển. Nòng giảm thanh tiêu chuẩn của PSG1 là do Brügger & Thomet (B & T) chế tạo.

### PSG1A1
Biến thể PSG1A1 được Heckler & Koch giới thiệu vào năm 2006 và có hai cải tiến lớn. Đầu tiên, cần lên đạn đã được xoay vài độ ngược chiều kim đồng hồ, giúp xạ thủ dễ lên đạn hơn. Thay đổi thứ hai liên quan đến việc thay thế kính ngắm Hensoldt đã lỗi thời. Các cảnh sát đã phàn nàn rằng, họ không muốn bắn với một ống ngắm chữ thập đơn giản và phạm vi chỉ 600 m, không phù hợp với nhu cầu của họ. Ngoài ra, Hensoldt không phục vụ tại Hoa Kỳ. Vì những lý do này, PSG1A1 đã được trang bị kính ngắm Schmidt & Bender 3-12 × 50 Police Marksman II hiện đại.

## MSG90
MSG90 là một biến thể quân sự hóa của PSG1, với những cải tiến ít tốn kém hơn. So với PSG1 được coi là súng bắn tỉa thuần túy, MSG90 có thể đóng vai trò của súng trường thiện xạ.
MSG90 được gắn đai có thanh ray Weaver đa năng thay vì ray Picatinny để gắn các hệ thống kính ngắm có thể được mua riêng. Hệ thống lắp ray này được sử dụng tương tự trên dòng HK21E, HK23E và G41 (đã ngừng sản xuất).
Nòng súng có được rút ngắn xuống còn 600 mm để thích hợp với thoi nạp đạn mới, nhưng vẫn được gắn tự do. Việc bổ sung một nòng giảm thanh và nòng ẩn tia lửa là một cải tiến so với PSG1.

## Các nước sử dụng
| Quốc gia             | Tổ chức sử dụng | Phiên bản | Số lượng | Ngày | Chú thích            |
| -------------------- | --- | --------- | -------- | ---- | -------------------- |
| Albania              | Lực lượng đặc biệt | -         | -        | _    | [ 6 ]                |
| Brasil               | Lực lượng đặc biệt của Quân đội Brasil, Không quân, Thủy quân lục chiến, nhiều đơn vị thực thi pháp luật.                                                   | PSG-1     | _        | _    | [ cần dẫn nguồn ]    |
| Bulgaria             | Cảnh sát quân sự thuộc Quân đội Bulgaria. | PSG-1A1   | _        | _    | [ cần dẫn nguồn ]    |
| Croatia              | Cảnh sát đặc biệt Croatia và Tiểu đoàn hoạt động đặc biệt (Croatia).                                                                                        | PSG-1     | _        | _    | [ cần dẫn nguồn ]    |
| Đan Mạch             | Lực lượng đặc biệt của Đan Mạch đã có một vài sự kiện công khai vào những năm 1990, được chụp ảnh với các phiên bản MSG90 nhưng hiện tại chúng đã lỗi thời. | MSG90     | _        | _    | [ cần dẫn nguồn ]    |
| Phần Lan             | Karhu Team (Đơn vị hoạt động đặc biệt của sở cảnh sát Helsinki).                                                                                            | PSG-1     | _        | _    | [ 7 ]                |
| Pháp                 | Trung đoàn Lính dù Bộ binh số 1 thuộc quân đội Pháp | MSG90     | _        | _    | [ 8 ]                |
| Hồng Kông            | Lực lượng đặc nhiệm | _         | _        | _    | _                    |
| Ấn Độ                | Lực lượng Bảo vệ An ninh Quốc gia MARCOS Quân đội Ấn Độ OCTOPUS Greyhounds                                                                                  | -         | _        | _    | [ 9 ] [ 10 ]         |
| Indonesia            | KOPASKA, lực lượng người nhái của Hải quân Indonesia. | MSG90     | _        | _    | [ 11 ]               |
| Indonesia            | Komando Pasukan Khusus (Kopassus), lực lượng đặc biệt của quân đội Indonesia.                                                                               | MSG90     | _        | _    | [ 11 ]               |
| Iraq                 | Quân đội Iraq | MSG90A1   | _        | _    | [ 12 ]               |
| Nhật Bản             | Đội tấn công đặc biệt | PSG-1     | _        | _    | [ 13 ]               |
| Lithuania            | Quân đội Lithuania | MSG90A1   | _        | _    | [ 12 ]               |
| Luxembourg           | Unité Spéciale de la Police, đơn vị can thiệp của Cảnh sát Grand Ducal                                                                                      | PSG1      | _        | _    | [ 14 ] [ 15 ] [ 16 ] |
| Ma Cao               | Grupo de Operações Especiais (Macau) | _         | _        | _    | [ cần dẫn nguồn ]    |
| Malaysia             | Đơn vị tác chiến đặc biệt số 11 của Ger Gerak Khas (GGK) thuộc Quân đội Malaysia.                                                                           | MSG90A1   | _        | _    | [ 17 ]               |
| Malaysia             | Pasukan Khas Laut (PASKAL) Đơn vị hoạt động đặc biệt của Hải quân Hoàng gia Malaysia                                                                        | MSG90A1   | _        | _    | [ 18 ]               |
| Malaysia             | Pasukan Khas Udara (PASKAU), Đơn vị hoạt động đặc biệt của Không quân Hoàng gia Malaysia                                                                    | PSG1A1    | _        | _    | [ 19 ]               |
| Malaysia             | Pasukan Gerakan Khas Đơn vị chống khủng bố chiến thuật của Cảnh sát Hoàng gia Malaysia                                                                      | PSG1A1    | _        | _    | [ 19 ]               |
| United Arab Emirates | Quân đội Các tiểu Vương quốc Ả Rập Thống nhất | _         | _        | _    | _                    |
| Anh Quốc             | Được sử dụng làm súng trường thiện xạ bởi các chuyên gia vũ khí trong cảnh sát Anh.                                                                         | PSG1      | -        | _    | [ 20 ]               |
| Hoa Kỳ               | Đội giải cứu con tin thuộc Cục Điều tra Liên bang | MSG90     | _        | _    | [ 21 ]               |
| Hoa Kỳ               | Lực lượng Delta - Lực lượng đặc biệt số 1 (1st SFOD-D) | MSG90     | _        | _    | [ 22 ]               |
| Uruguay              | Lực lượng đặc biệt của quân đội Uruguay | MSG90     | -        | _    | [ 23 ]               |
| Việt Nam             | Cảnh Sát Cơ Động | PSR-90    | _        | _    | [ 24 ]               |